# Litauische Weltgemeinschaft
Die Litauische Weltgemeinschaft (lit. Pasaulio lietuvių bendruomenė, PLB) ist eine litauische  öffentliche, gemeinnützige Dachorganisation, die Auslandslitauer verbindet. PLB hat   Einheiten (Unterorganisationen) in 36 Staaten.
Der Vorstand besteht aus den von PLB-Seimas gewählten Vertretern. Dem Vorstand  gehört der Vorsitzende des  litauischen Weltjugendverbands von Amts wegen an.

## Geschichte
Am 14. Juni 1949 veröffentlichte Vyriausiojo Lietuvos Išlaisvinimo Komitetas (VLIKas; Oberstes litauisches Befreiungskomitee) die Litauische Charta. Diese verankerte, dass die litauische Weltgemeinschaft  alle  außerhalb Litauens lebenden Litauer vereint und danach strebt, das Leben der litauischen Nation, ihre Sprache, Kultur, Sitten und Traditionen  zu pflegen und den unabhängigen litauischen Staat zu unterstützen.